# خانه (فیلم ۱۹۹۹)
«خانه» (انگلیسی: The House) یک فیلم کمدی درام است به کارگردانی وانگ زیائوشوای که در سال ۱۹۹۹ منتشر شد.